# Comuna Cristian, Sibiu
Cristian (în maghiară Kereszténysziget, în germană Großau) este o comună în județul Sibiu, Transilvania, România, formată numai din satul de reședință cu același nume.

## Demografie
Componența etnică a comunei Cristian
     Români (90,33%)
     Alte etnii (1,21%)
     Necunoscută (8,45%)
Componența confesională a comunei Cristian
     Ortodocși (83,31%)
     Penticostali (2,26%)
     Baptiști (1,7%)
     Adventiști (1,41%)
     Alte religii (2,19%)
     Necunoscută (9,14%)
Conform recensământului efectuat în 2021, populația comunei Cristian se ridică la 4.116 locuitori, în creștere față de recensământul anterior din 2011, când fuseseră înregistrați 3.665 de locuitori. Majoritatea locuitorilor sunt români (90,33%), iar pentru 8,45% nu se cunoaște apartenența etnică. Din punct de vedere confesional, majoritatea locuitorilor sunt ortodocși (83,31%), cu minorități de penticostali (2,26%), baptiști (1,7%) și adventiști (1,41%), iar pentru 9,14% nu se cunoaște apartenența confesională.

## Politică și administrație
Comuna Cristian este administrată de un primar și un consiliu local compus din 13 consilieri. Primarul, Claudiu-Gheorghe Pâșu[*], de la Partidul Ecologist Român, este în funcție din 1 noiembrie 2024. Începând cu alegerile locale din 2024, consiliul local are următoarea componență pe partide politice:
|  | Partid                          | Consilieri | Componența Consiliului | Componența Consiliului | Componența Consiliului | Componența Consiliului |
|  | ------------------------------- | ---------- | ---------------------- | ---------------------- | ---------------------- | ---------------------- |
|  | Partidul Ecologist Român        | 4          |                        |                        |                        |                        |
|  | Partidul Social Democrat        | 2          |                        |                        |                        |                        |
|  | Alianța Dreapta Unită           | 2          |                        |                        |                        |                        |
|  | Partidul Național Liberal       | 2          |                        |                        |                        |                        |
|  | Alianța pentru Unirea Românilor | 2          |                        |                        |                        |                        |
|  | Pipernea Gheorghe               | 1          |                        |                        |                        |                        |

## Atracții turistice
- Biserica fortificată „Sfântul Servatius”, monument istoric din secolul al XIII-lea
- Biserica ortodoxă „Buna Vestire”, monument istoric din secolul al XVIII-lea
- Biserica Ortodoxă "Sfântul Ioan Botezătorul"
- Muzeul satului, Cristian
- Frumoasa (sit de importanță comunitară inclus în rețeaua ecologică europeană Natura 2000 în România).

## Primarii comunei
- 1996[8] - 2000 - Ghișoiu Ion, de la PDAR
- 2000[9] - 2004 - Ghișoiu Ion, de la APR
- 2004[10] - 2008 - Seuchea Ioan, de la PD
- 2008[11] - 2012 - Seuchea Ioan, de la PDL
- 2012[12] - 2016 - Seuchea Ioan, de la PDL
- 2016[13] - 2020 - Seuchea Ioan, de la PNL

## Imagini

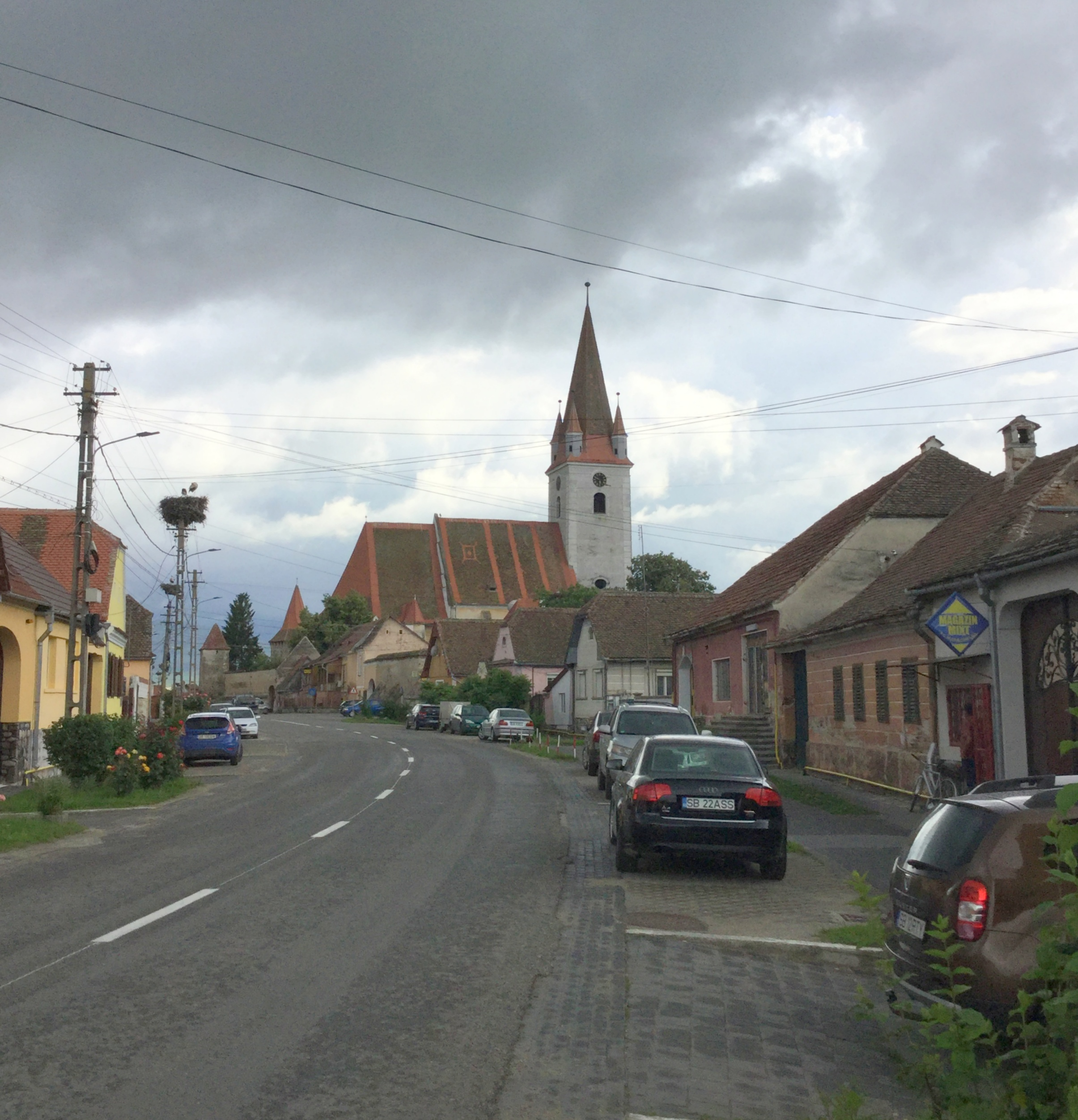
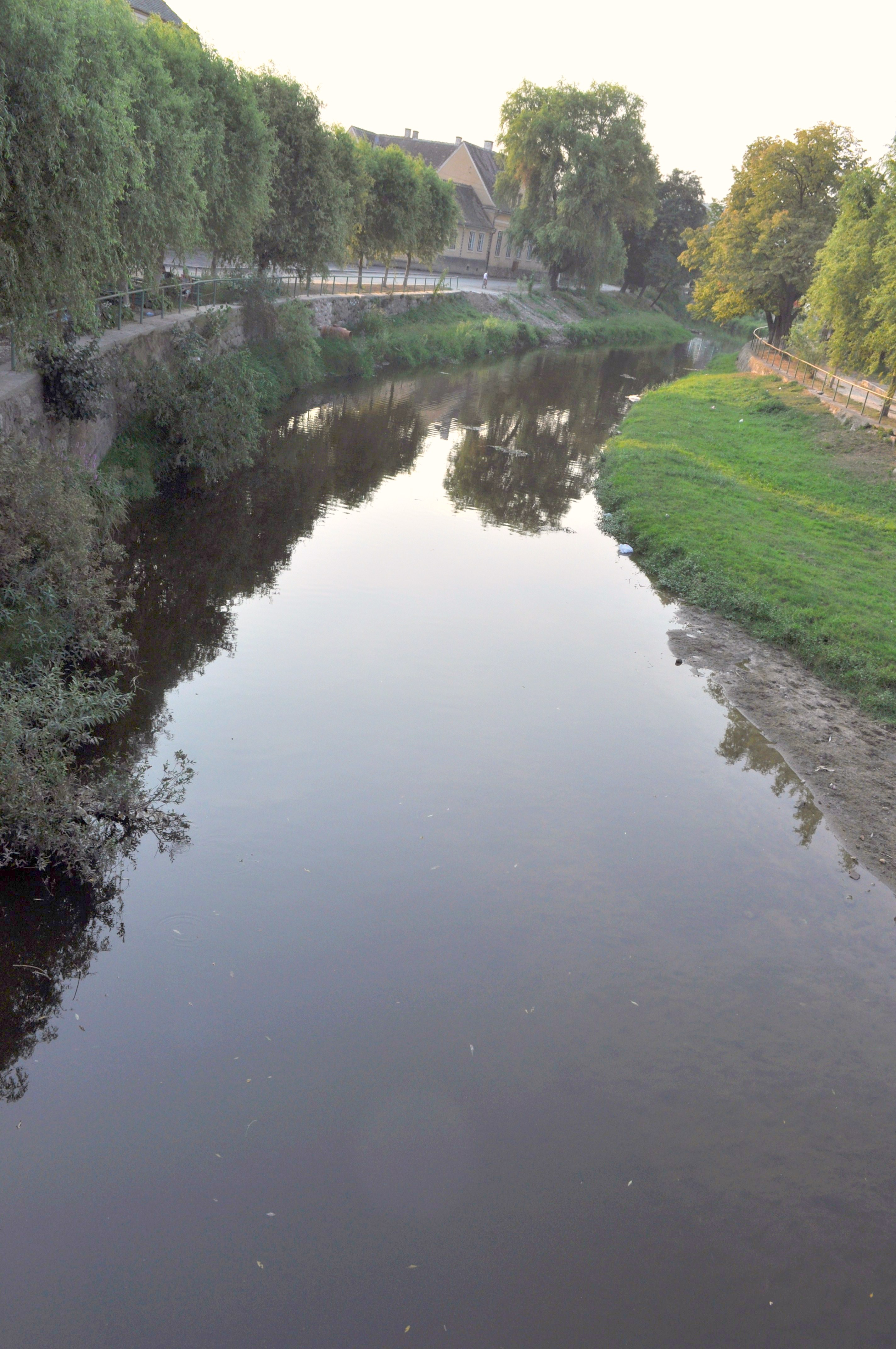
Râul Cibin
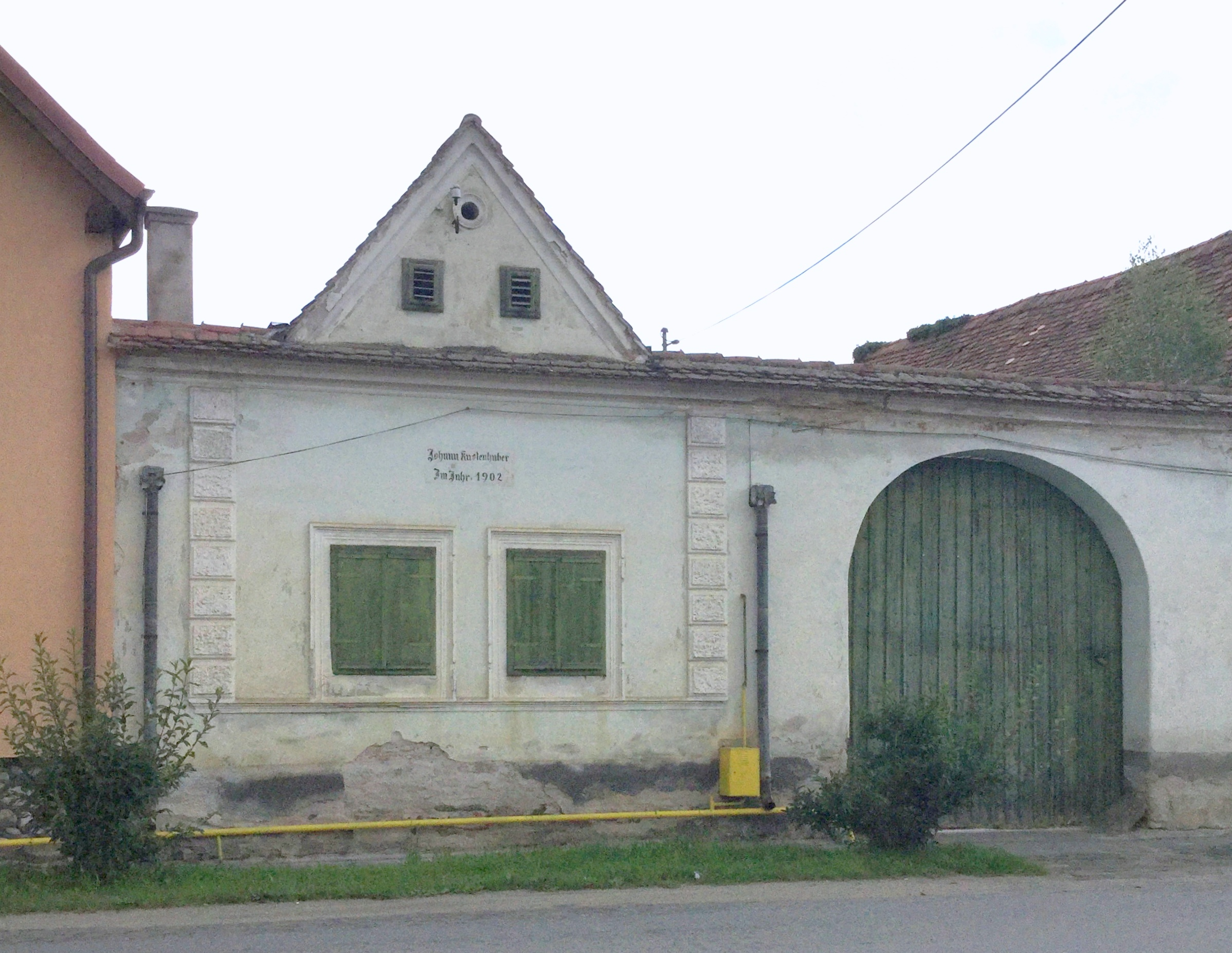
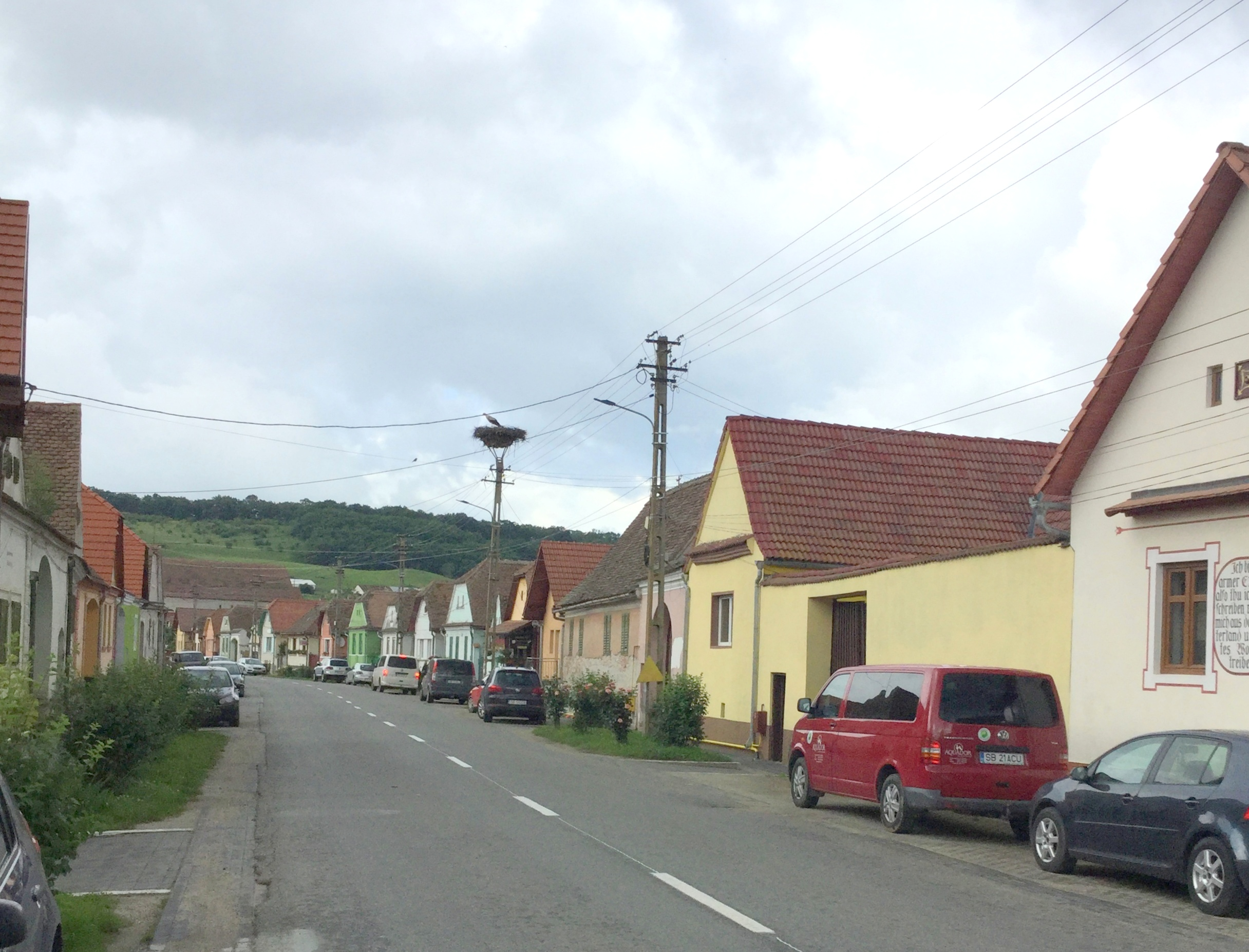
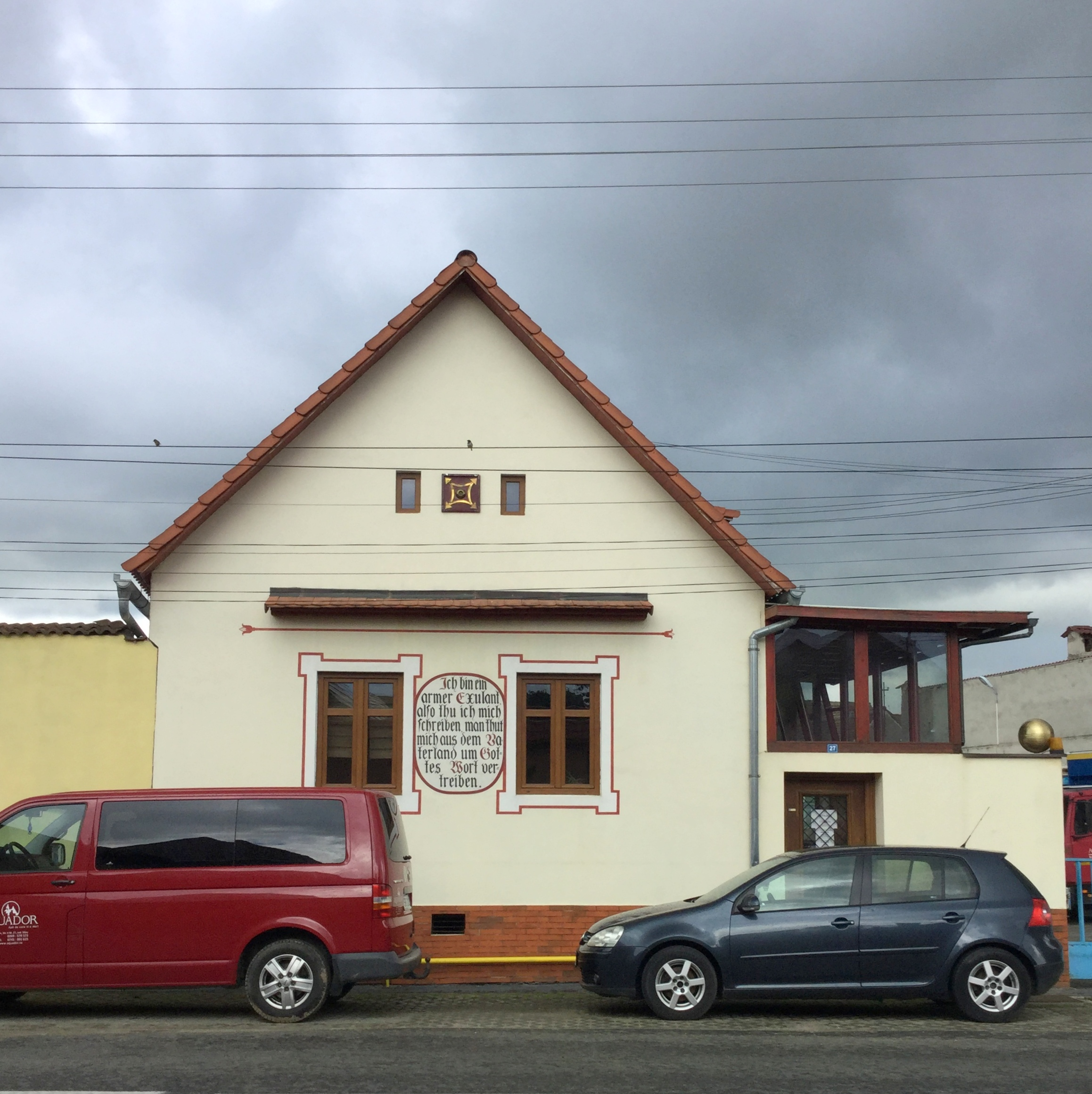
Casă, azi Muzeul Sătesc (monument istoric)
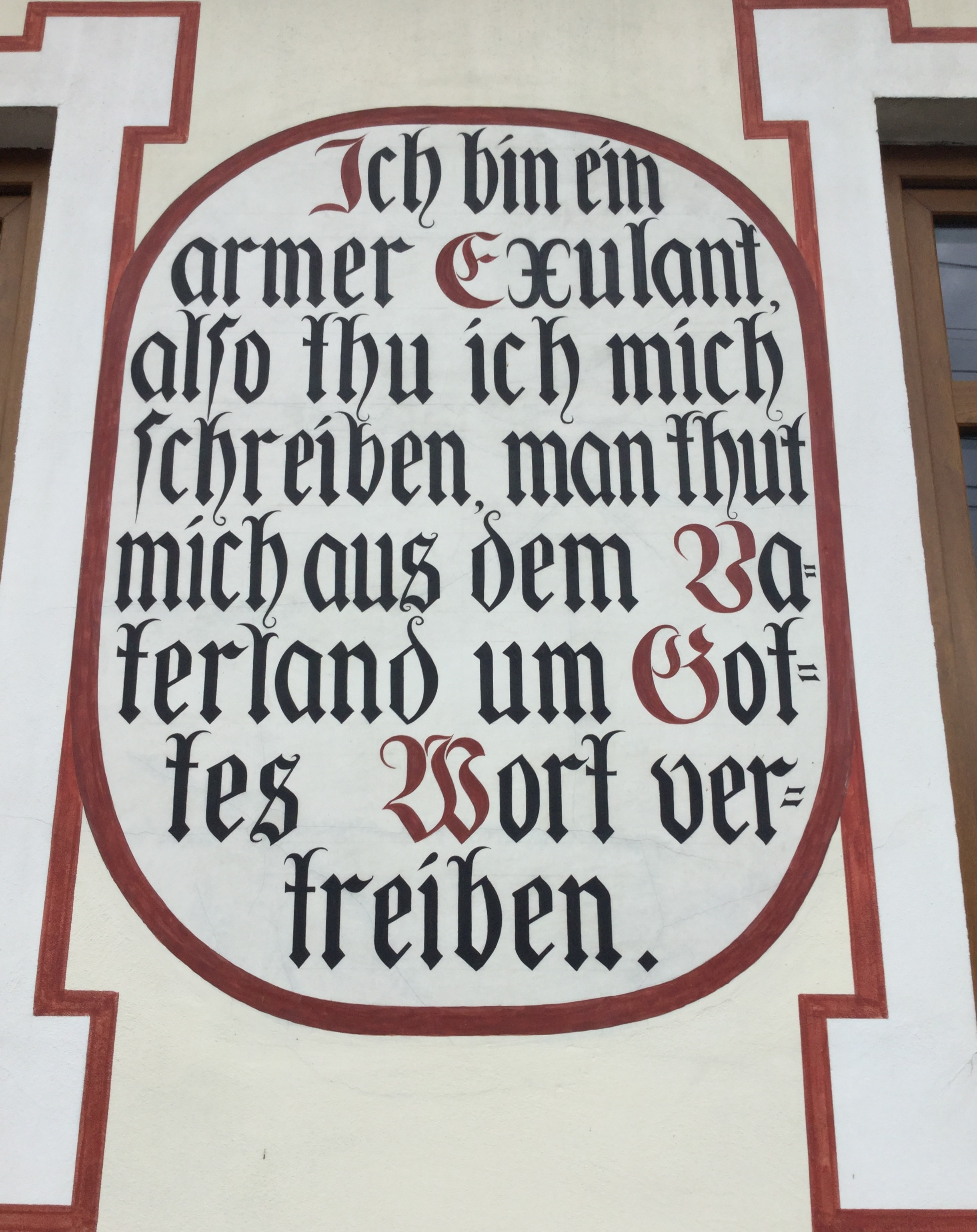
Casă, azi Muzeul Sătesc (detaliu)
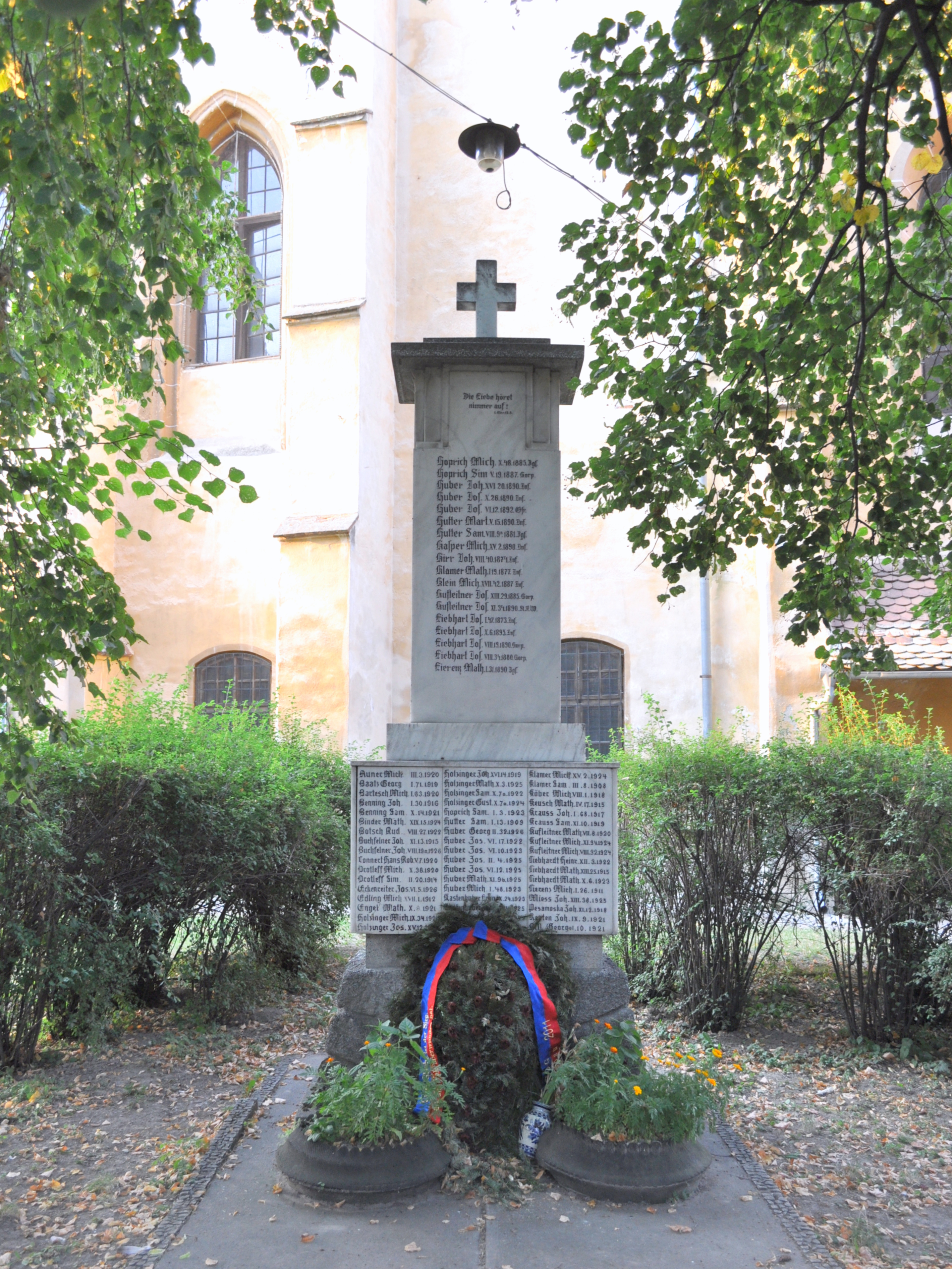
Monumentul eroilor din curtea bisericii evanghelice
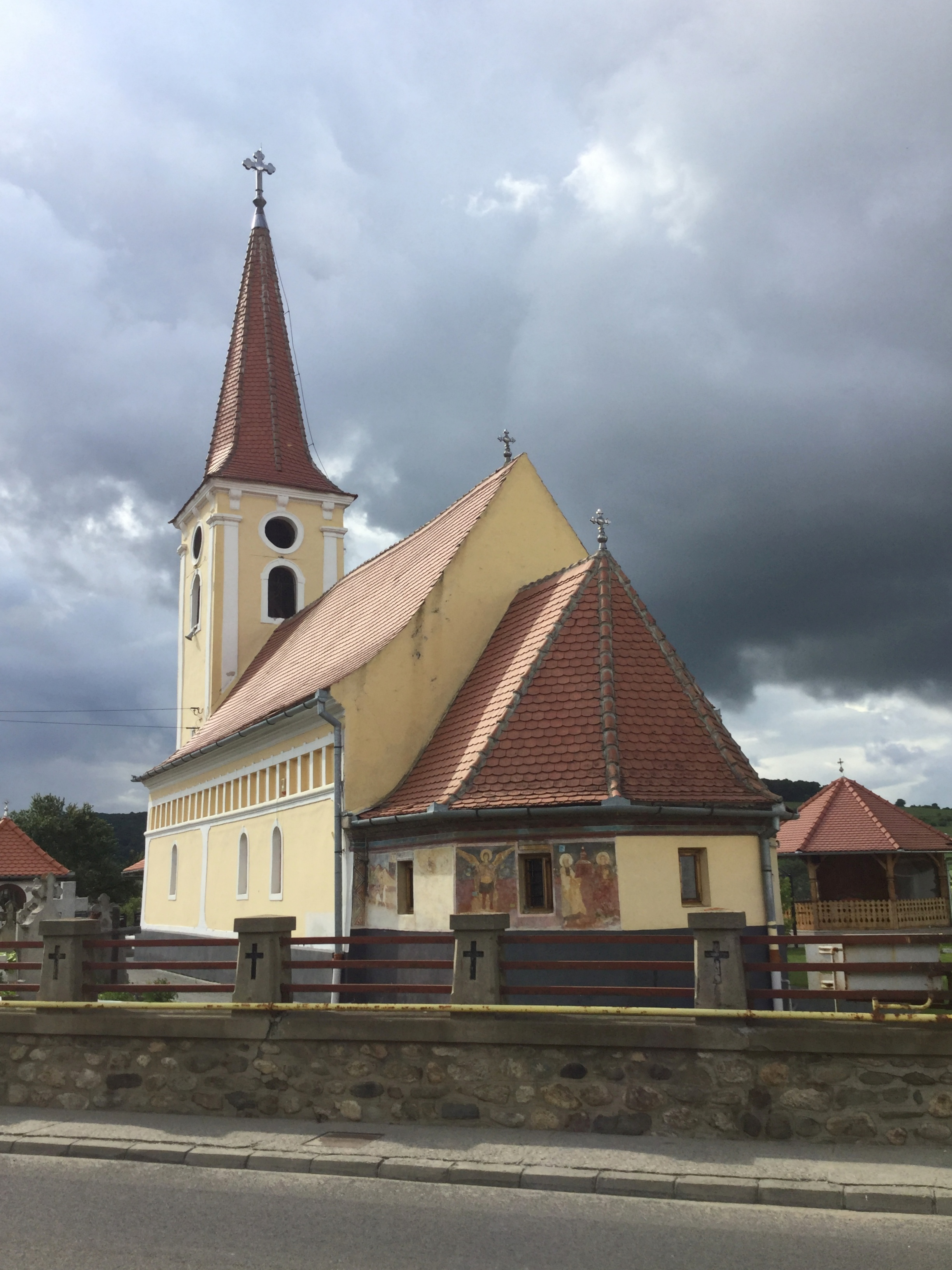
Biserica „Buna Vestire” (monument istoric)
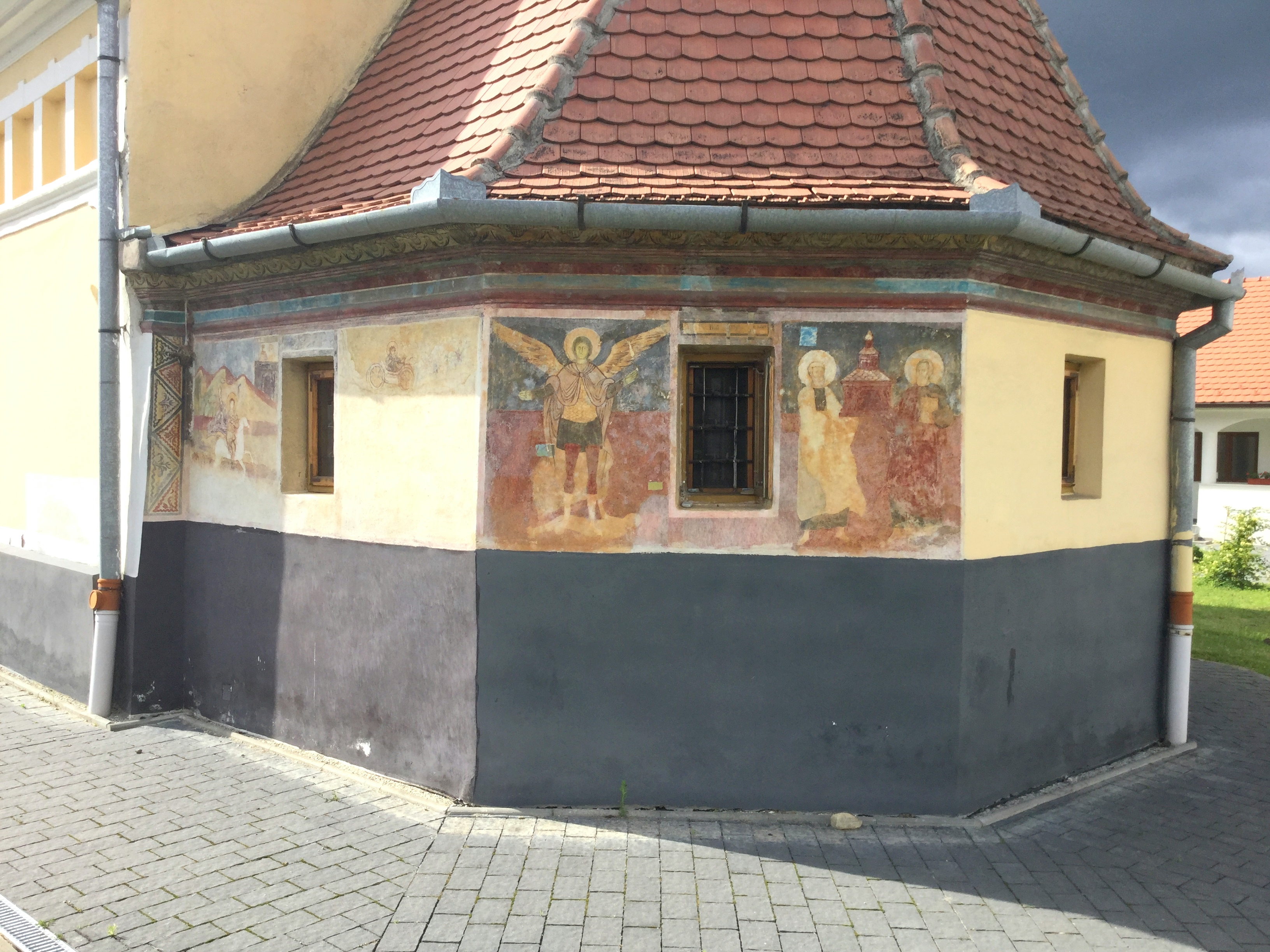
Absida cu pictură exterioară
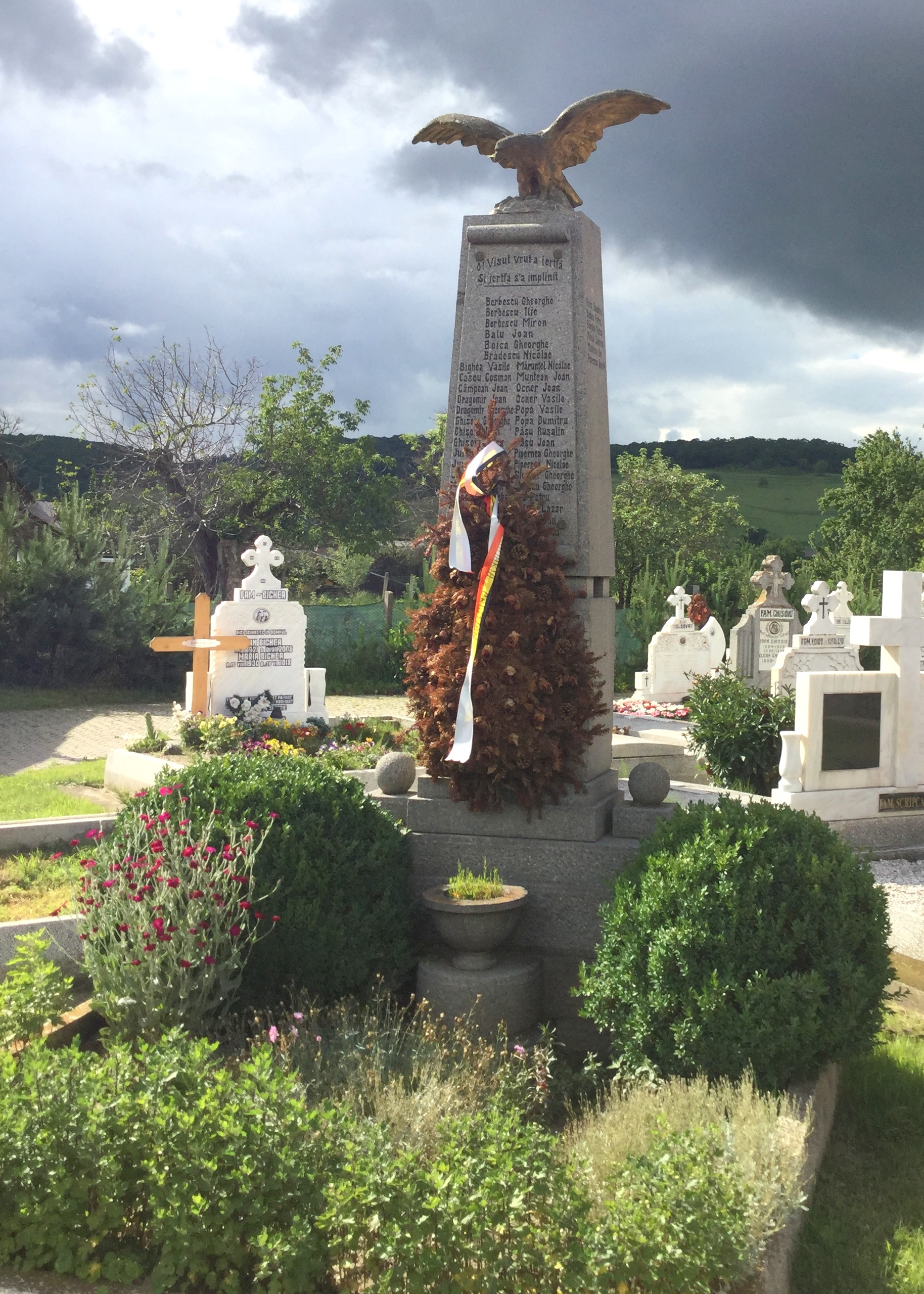
Monumentul eroilor din curtea bisericii „Buna Vestire”
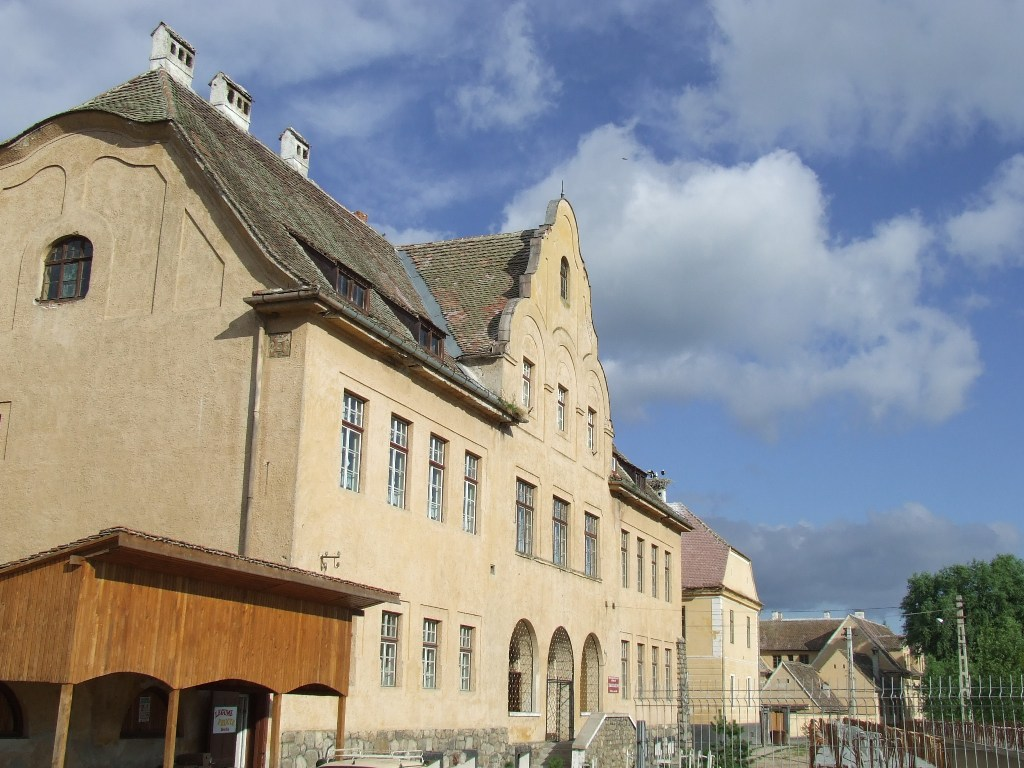
Școala
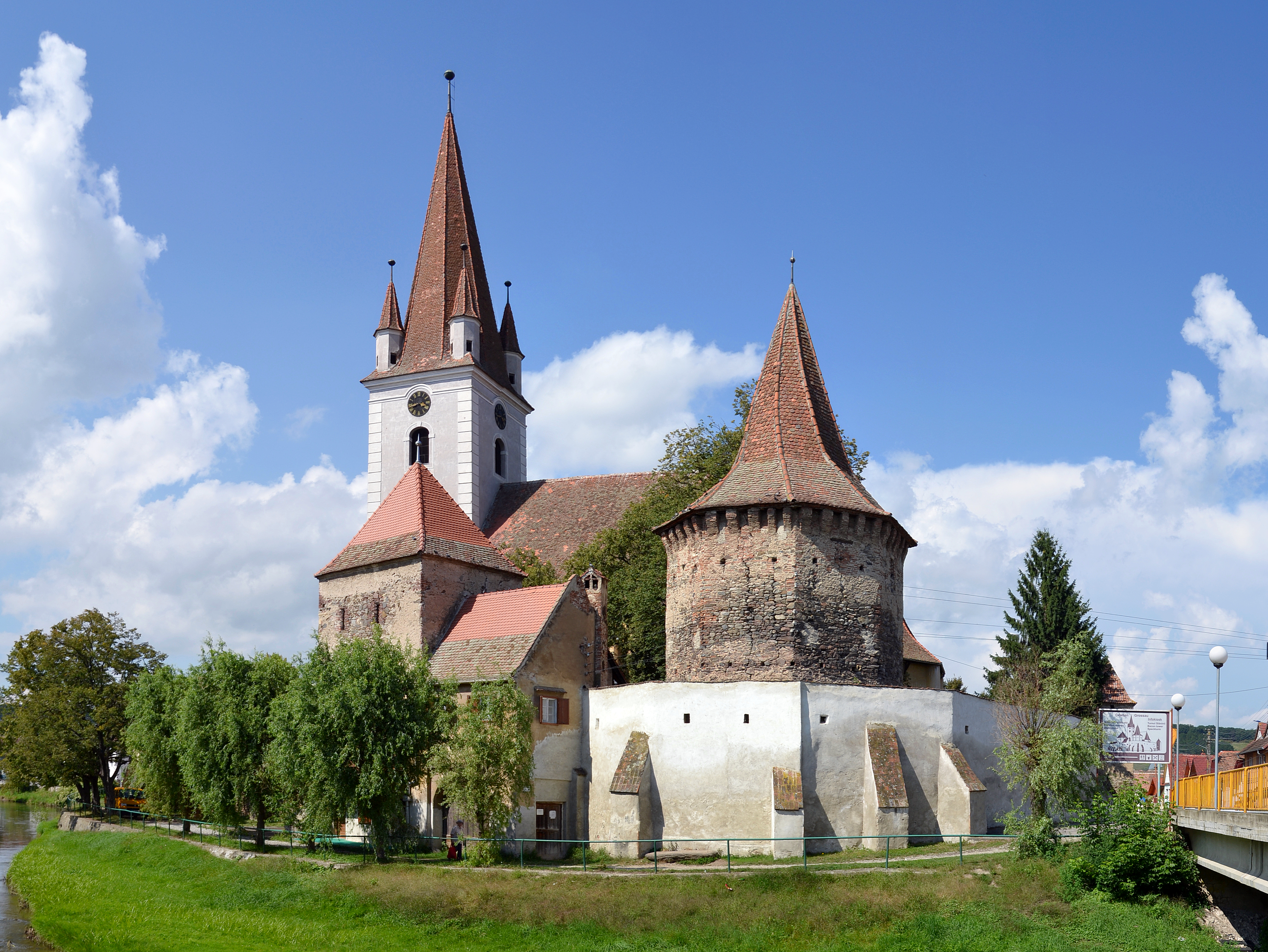
Biserica evanghelică fortificată (monument istoric)
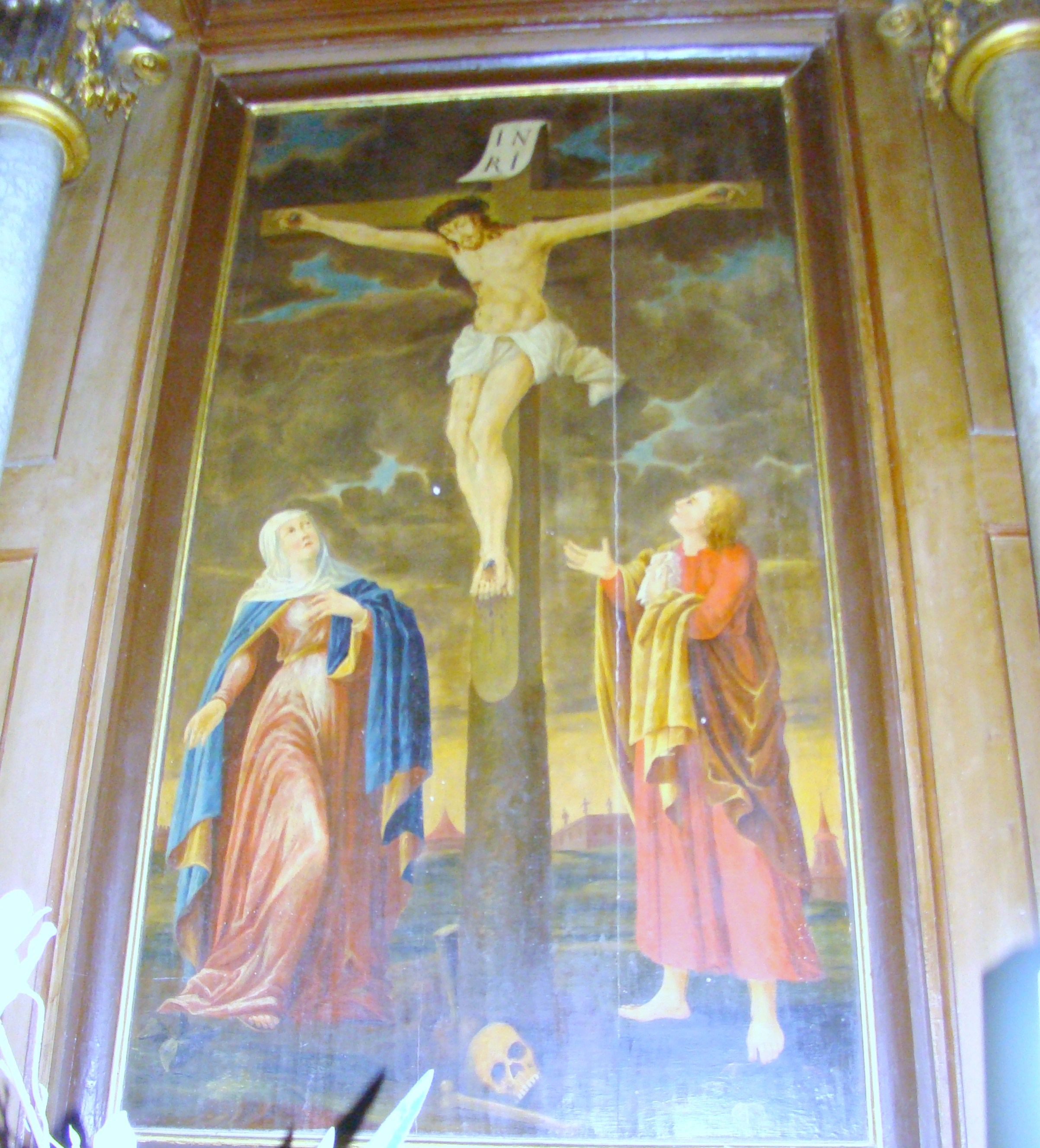
Altarul